# کارکس آئورئا
کارکس آئورئا (نام علمی: Carex aurea) نام یک گونه از سرده جگن است.